# Botanophila relativa
Botanophila relativa este o specie de muște din genul Botanophila, familia Anthomyiidae. A fost descrisă pentru prima dată de Huckett în anul 1965. Conform Catalogue of Life specia Botanophila relativa nu are subspecii cunoscute.